# Menahem ben Salomon
Menahem ben Salomon ben Isaac est un rabbin, exégète, grammairien et lexicographe italien de la première moitié du XIIe siècle.

## Éléments biographiques
L'auteur n'a pas laissé de notes biographiques, et on ne possède que peu de témoignages le concernant. La présence de vingt-cinq termes italiens dans ses travaux permet de déterminer qu'il vivait en Italie. Il a correspondu avec Salomon ben Abraham, le neveu de Nathan ben Yehiel de Rome.

## Œuvres

### Sekhel tov
Le Sekhel tov, écrit en 1139 à Rome, est une compilation de midrashim sur le Pentateuque. 
La substance des anciens midrashim est citée dans un langage fluide et orné, évitant soigneusement l'emploi de mots étrangers, en suivant la méthode du Lekah tov du rabbin Touvia ben Eliezer, fréquemment cité, bien que pas toujours nommément. 
Les sources de Menahem ben Salomon sont, outre les Targoumim (traductions paraphrasées de la Bible), la littérature midrashique dans son ensemble, ainsi que la littérature mystique de la période des Gueonim. Il utilise également les interprétations d'auteurs plus portés à tirer des lois que des leçons morales du Texte, en particulier le Ri"f et Rabbenou Hananel, expliquant des versets ou des mots isolés de façon littérale, bien qu'il précise que l'interprétation midrashique est plus complète et profonde. 
Le Sekhel tov est fréquemment cité, tant pour son exégèse que pour ses décisions halakhiques. Il était intact au Moyen Âge, mais seule la portion allant de Genèse 15:1 à Exode 11:2 a été préservée en deux manuscrits séparés, conservés à la Bibliothèque bodléienne, et édités par Salomon Buber à Berlin, en 1900.
Des fragments de son commentaire sur le Lévitique ont été trouvés dans un manuscrit de Munich et, selon Steinschneider, des portions d'un commentaire similaire sur les Cinq Rouleaux sont contenues dans un codex à Berlin.

### Even Bohan
L’Even Bohan (Pierre de Touche, à ne pas confondre avec l'œuvre homonyme d'Immanuel ben Salomon), complété à Rome en 1143, en cinq mois, était destiné à préparer les trois jeunes enfants de l'auteur à l'étude de la Bible. Menahem ben Salomon entreprend de préparer, pour la première fois en hébreu, un manuel complet d'hébreu et d'exégèse biblique. 
Le livre comprend cinquante parties ; la première, de loin la plus large et intéressante, est un dictionnaire hébraïque; les autres, qui ne sont actuellement plus connus que par leurs intitulés, traitent de grammaire. L'auteur se base principalement sur Menahem ben Sarouq, n'en divergeant qu'en quelques points, et avec déférence ; l'entière conception de la forme et des contenus du livre montre néanmoins un certain degré d'indépendance. Selon Wilhelm Bacher, ce livre avait pour ambition avouée de soutenir le système de Menahem ben Sarouq contre celui qu'Abraham ibn Ezra avait introduit en Italie à cette époque (1143), et qui se basait sur les enseignements de Juda Hayyuj et Yona ibn Jannah.
De l’Even Bohan, seuls quelques fragments ont été conservés (Munich MS. n° 55). Une partie du travail a été traduite par Leopold Dukes, et analysée en détail par Wilhelm Bacher.

## Sources
- Cet article contient des extraits de l'article « Menahem ben Solomon Ben Isaac » par Joseph Jacobs & A. Biram de la Jewish Encyclopedia de 1901–1906 dont le contenu se trouve dans le domaine public.